# لا سيرينا
لا سيرينا (بالإسبانية: La Serena) هي مدينة وكميونة في شمال تشيلي. وعاصمة منطقة كوكيمبو، وتعتبر من أهم المدن السياحية في تشيلي، تم تأسيسها بعام 1544 وتعتبر أيضًا ثاني أقدم مدينة بعد العاصمة سانتياغو التي تبعد عنها 471 كم (293 ميل) جنوبًا. يبلغ عدد سكانها حوالي 211,275 نسمة (حسب إحصائية 2012) وتبلغ مساحتها 1,892.8 كيلو متر مربع. تؤكد المدينة على تطورها المعماري بمحاولة إحياء المراكز الاستعمارية الإسبانية التاريخية التي تتميز بالشرفات، ومباني القوائم الصغيرة، والكنائس المبنية منذ عدة قرون من حجر.
لا سيرينا هي الوجهة الرئيسية للسياحة، لا سيما خلال فصل الصيف حيث يتوجه الناس لواحدة من أكثر الوجهات السياحية المتعارف عليها من قبل الناس لقضاء وقت الإجازة فيها، بسبب شواطئها، والهندسة المعمارية لمبانيها، والمناظر الطبيعية الخلابة، وبالإضافة لفن الطبخ حيث توجد منطقة مشهورة تعرف بإنتاجها الببايا المحلية ومشتقاتها.

## أهميتها
لا سيرينا تعتبر مركز سياحي مهم لتشيلي، حيث توجد أماكن سياحية ذات شواطئ جميلة مثل أفينيدا ديل مار التي تجذب السياح من جميع انحاء العالم، ويوجد بها أيضًا جامعة لا سيرينا التي تقع بوسط المدينة.

## معرض

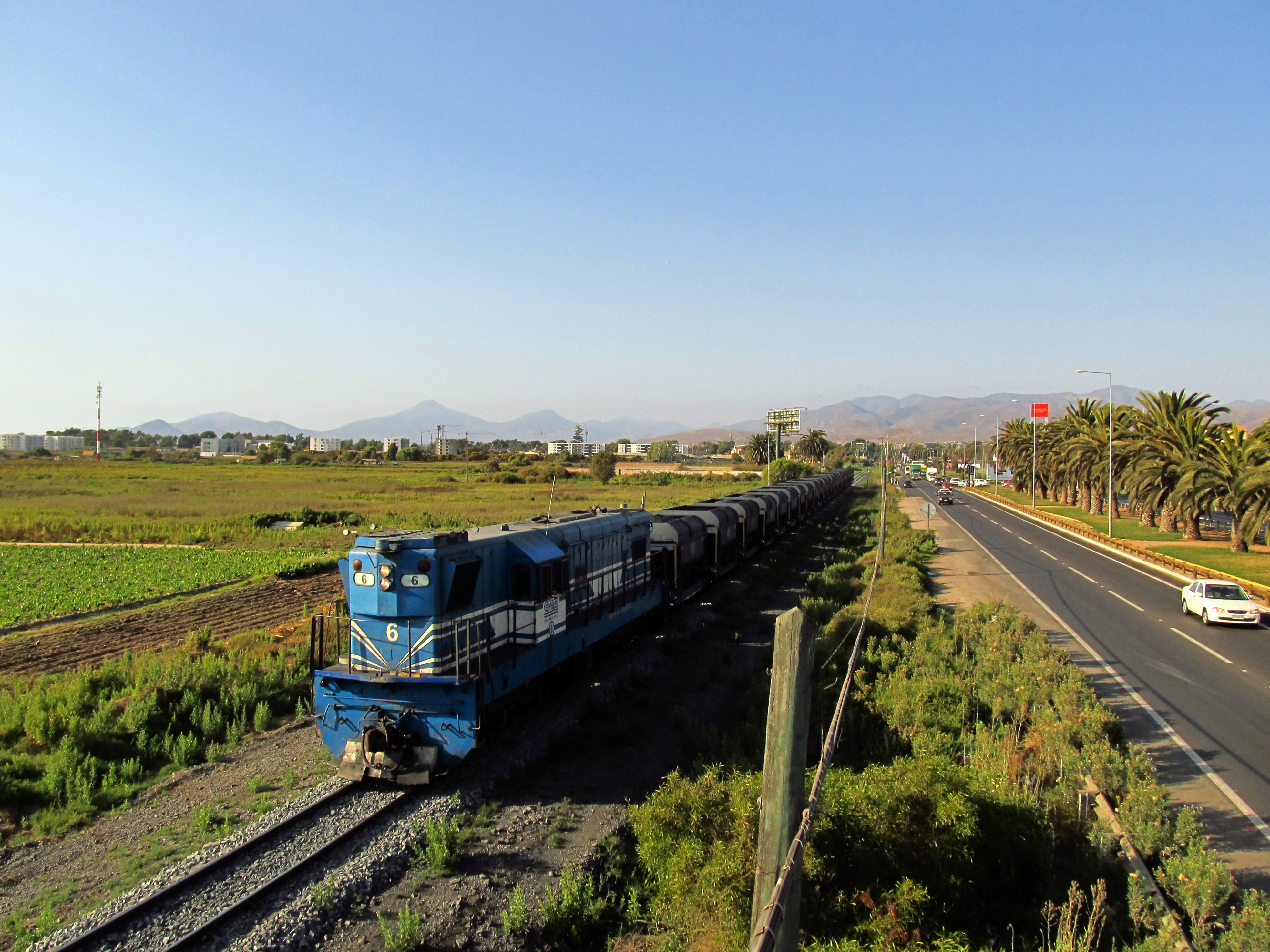
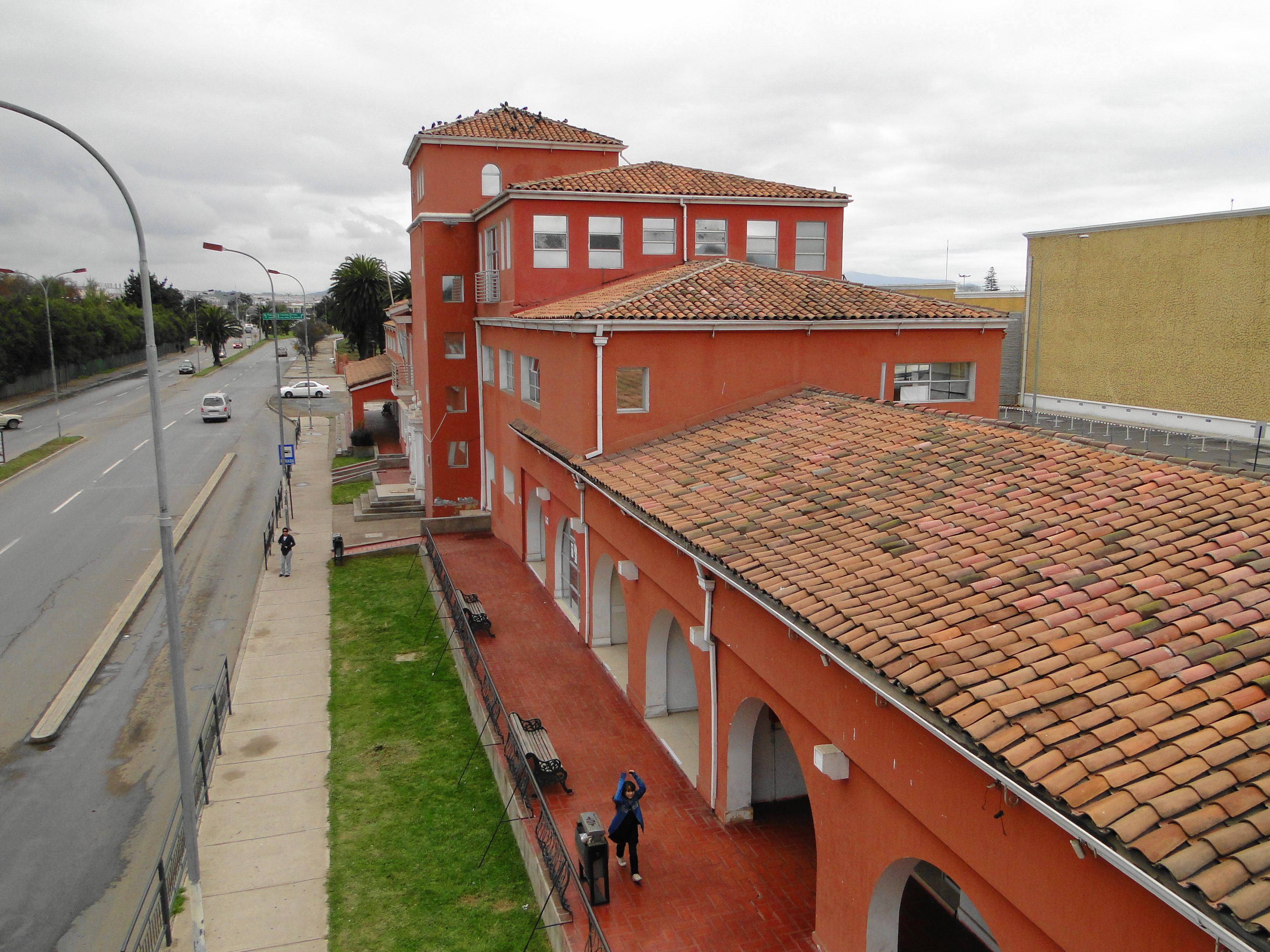
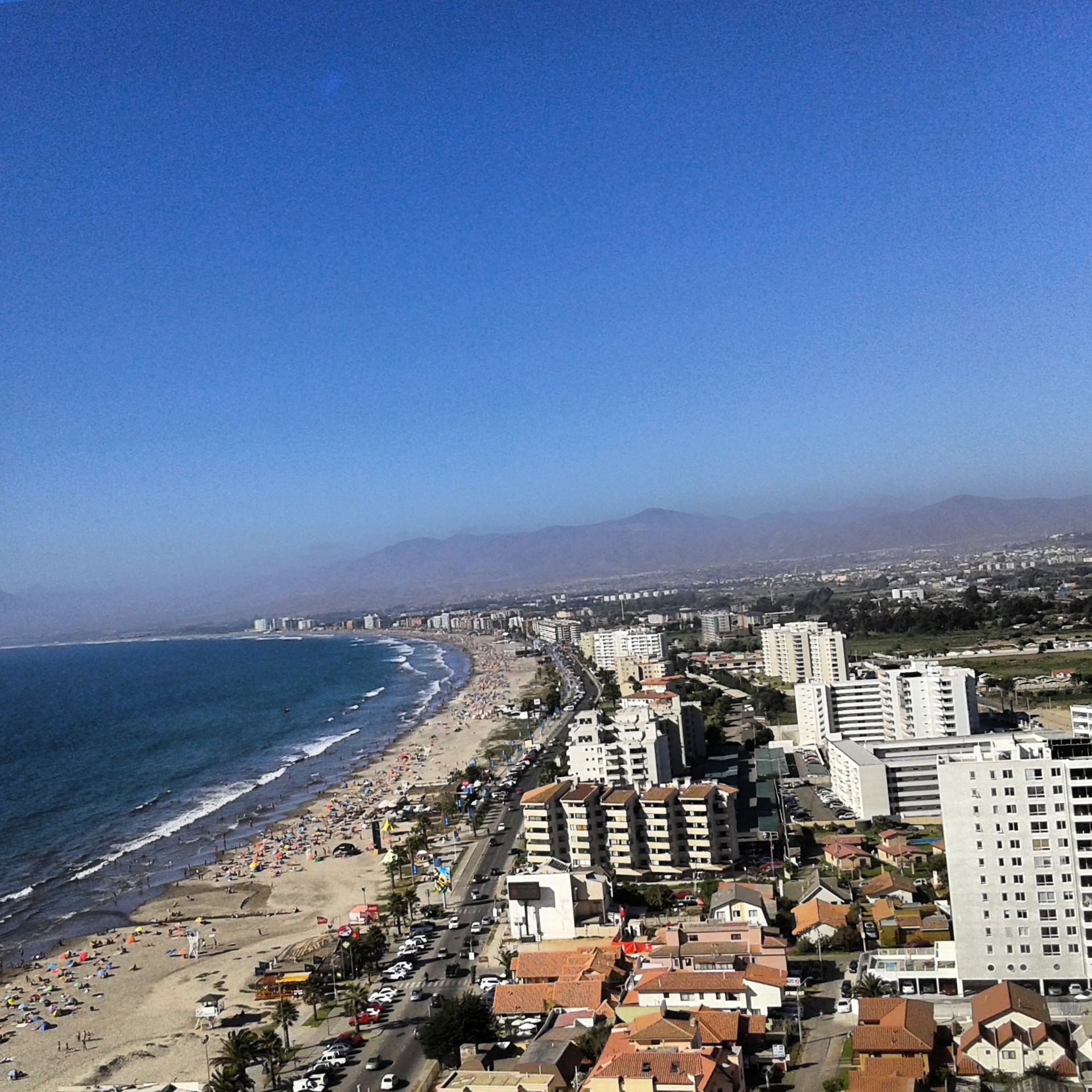
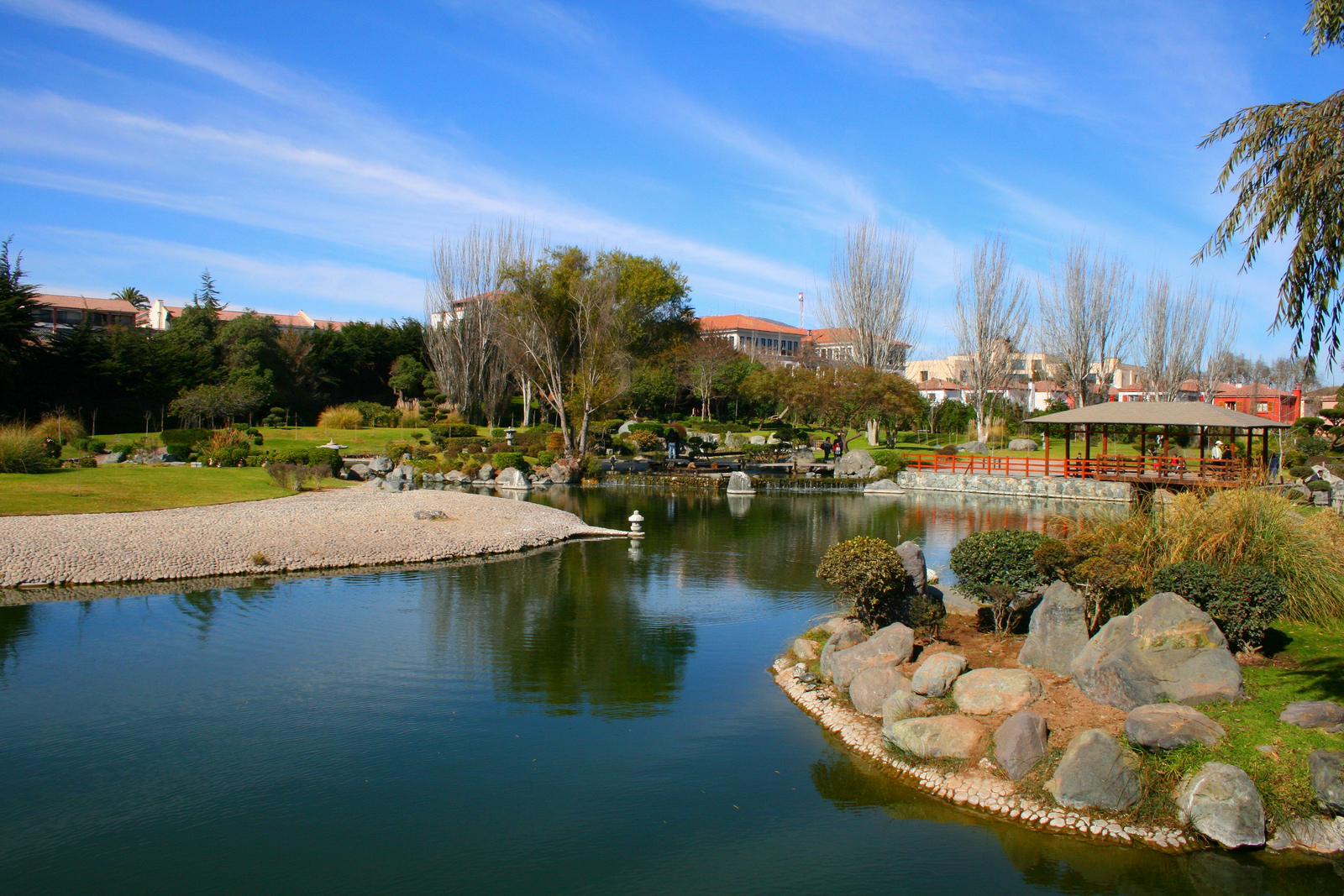
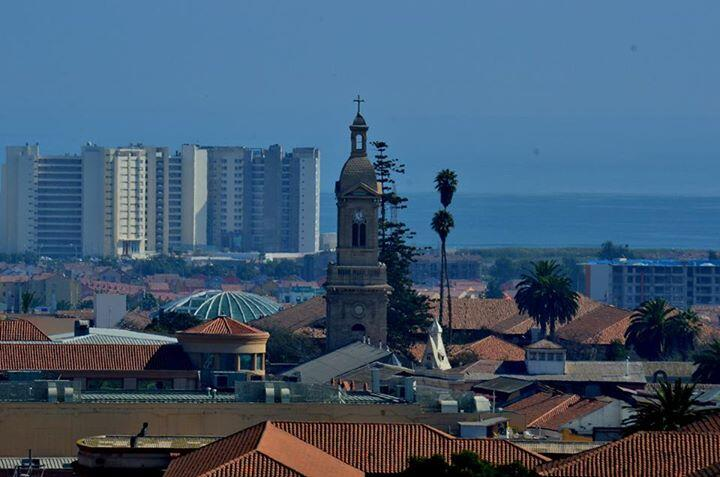
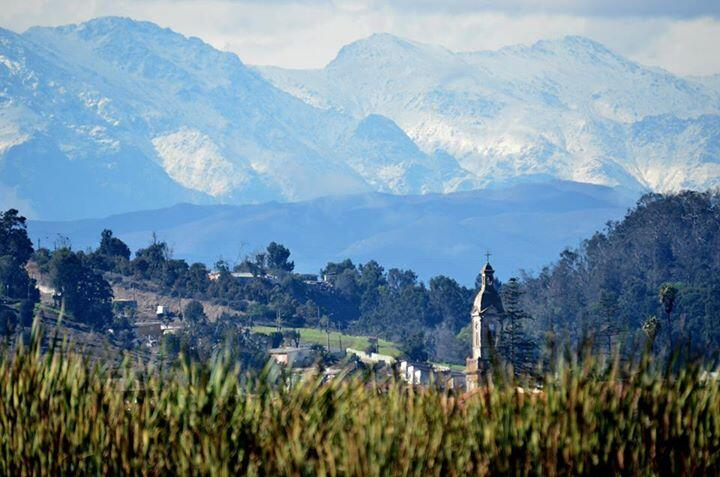
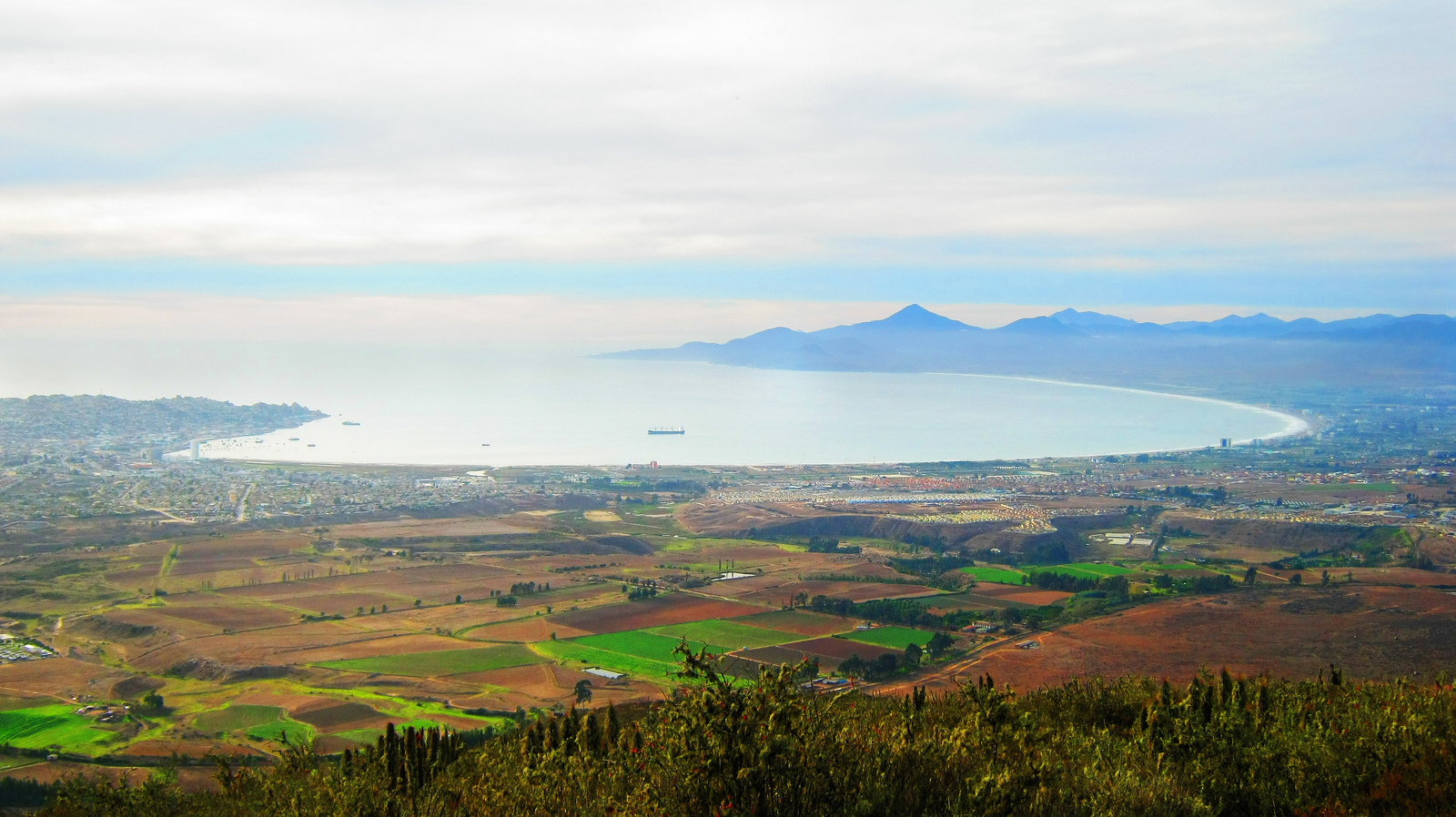
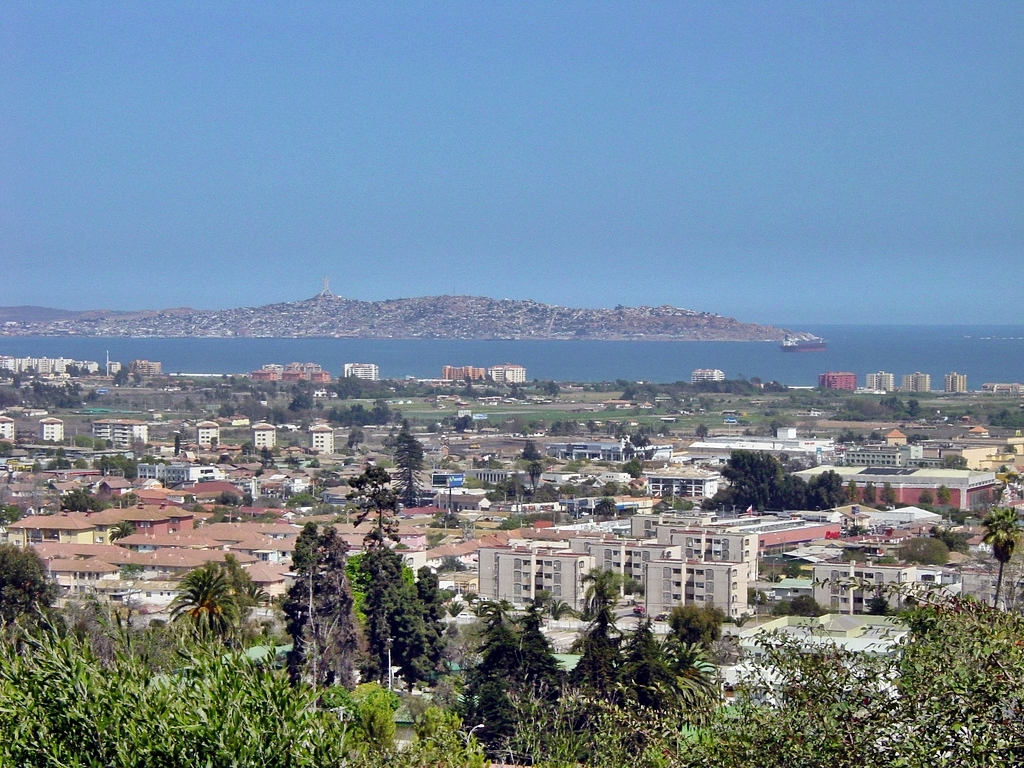
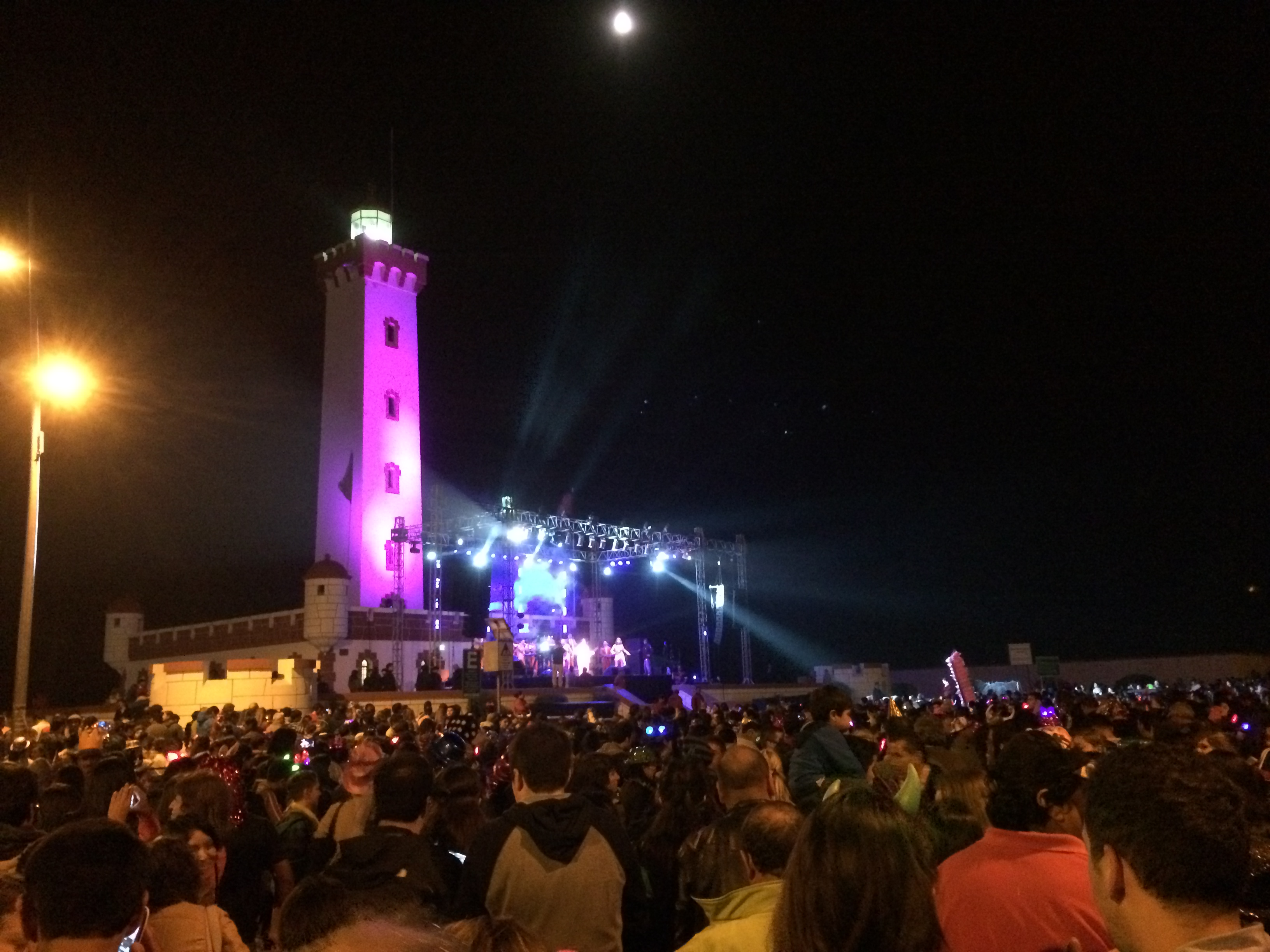
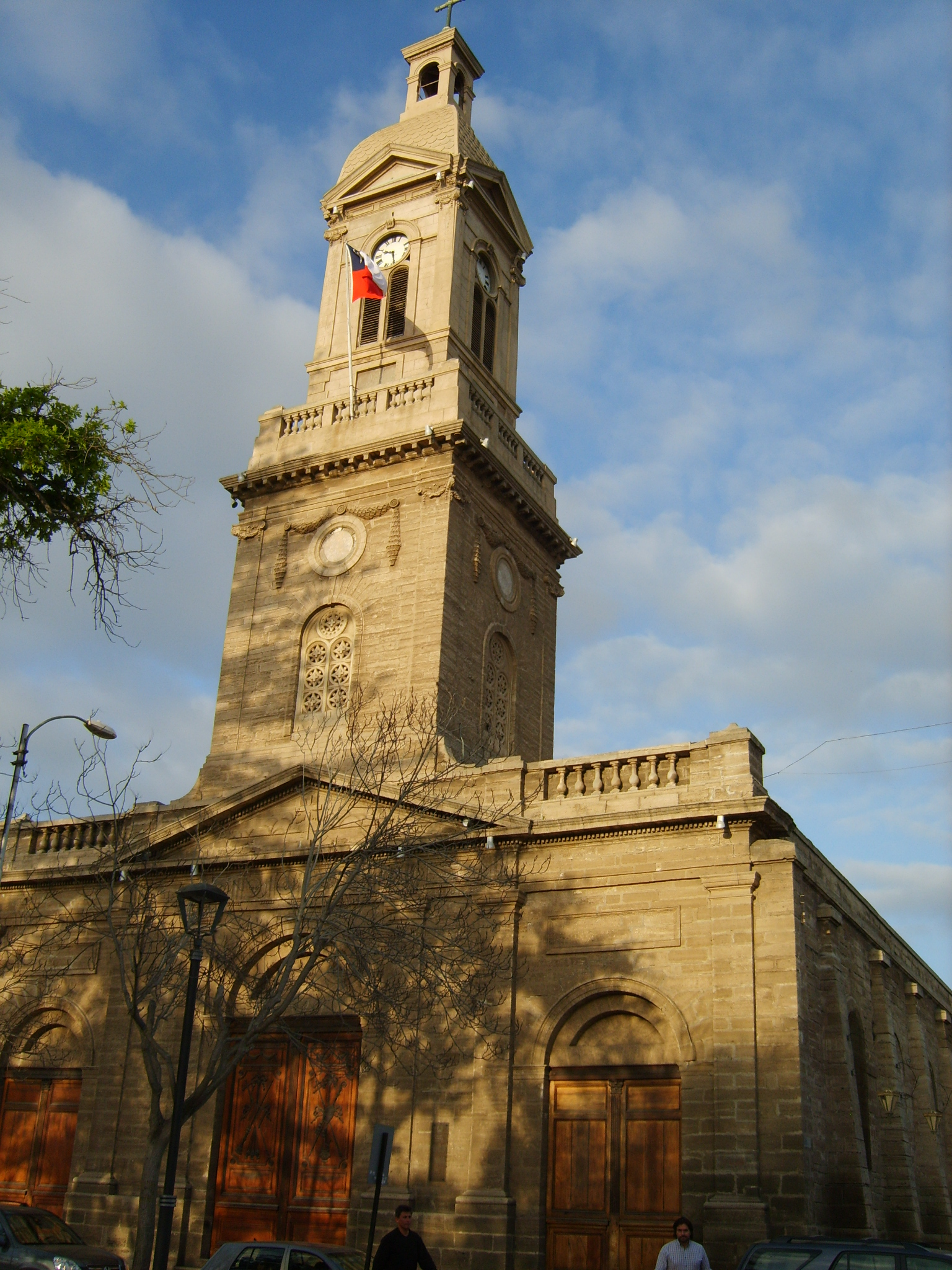
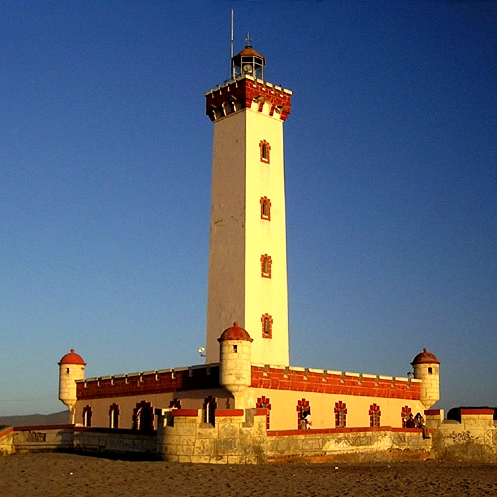
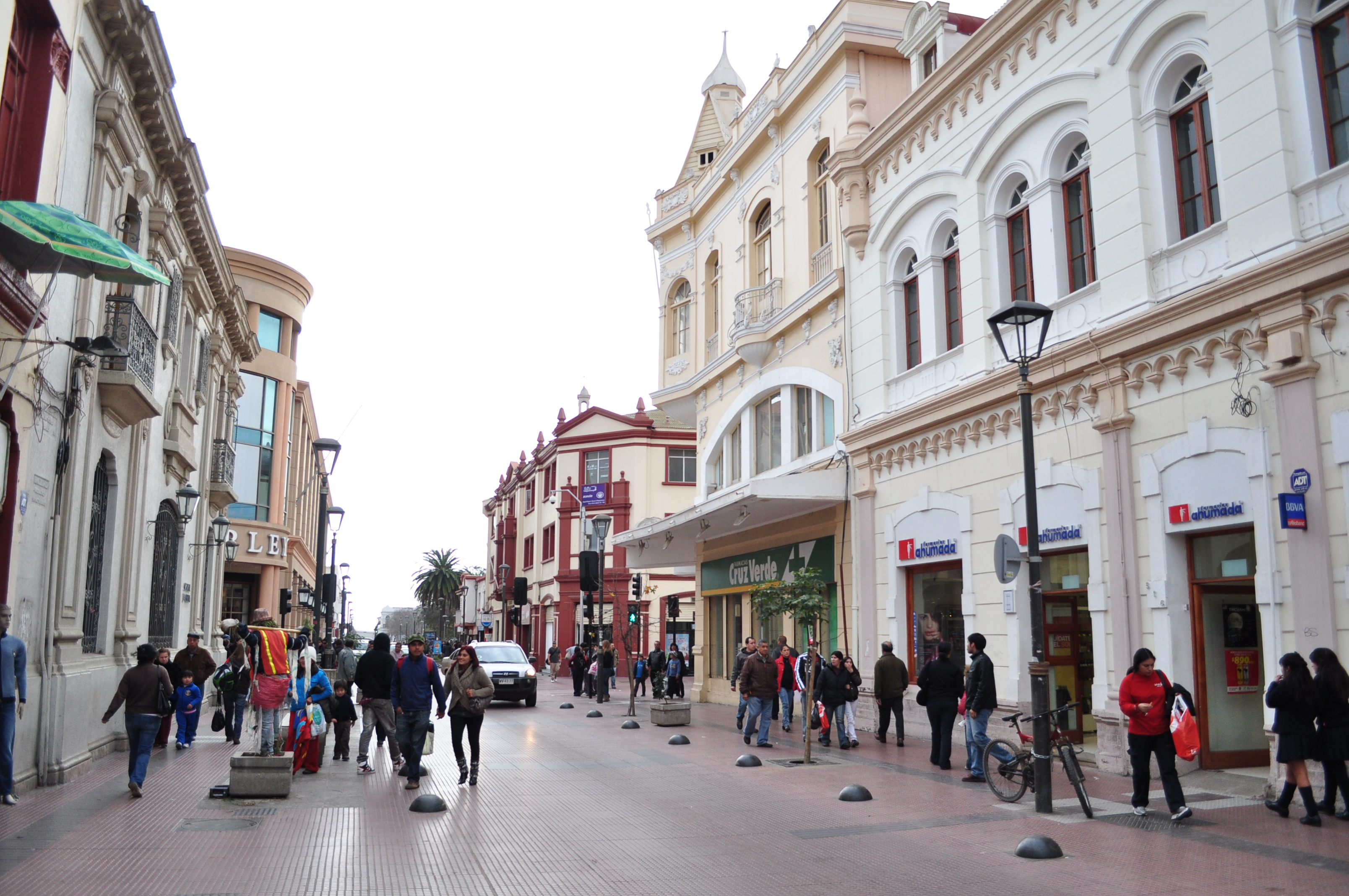
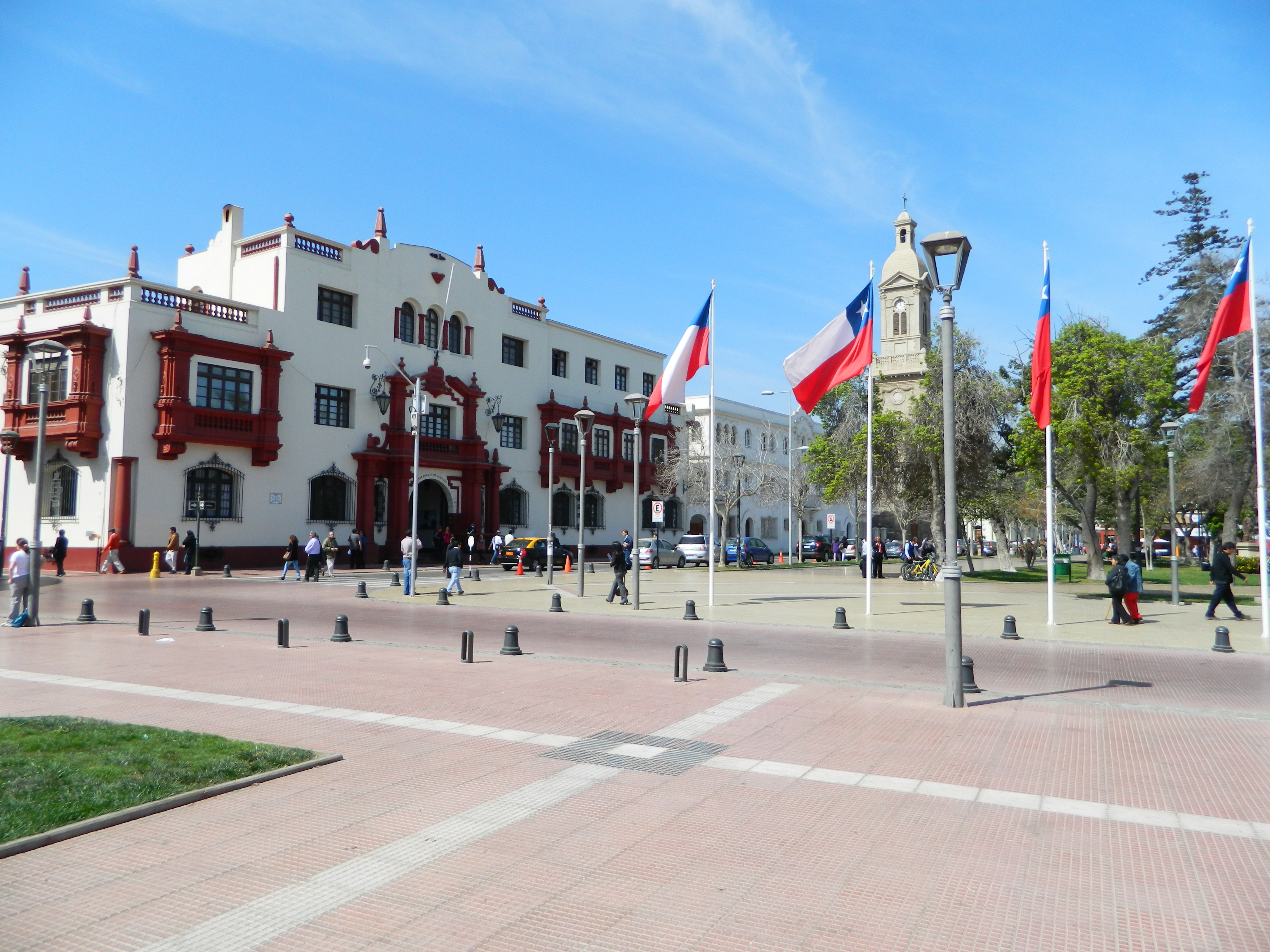
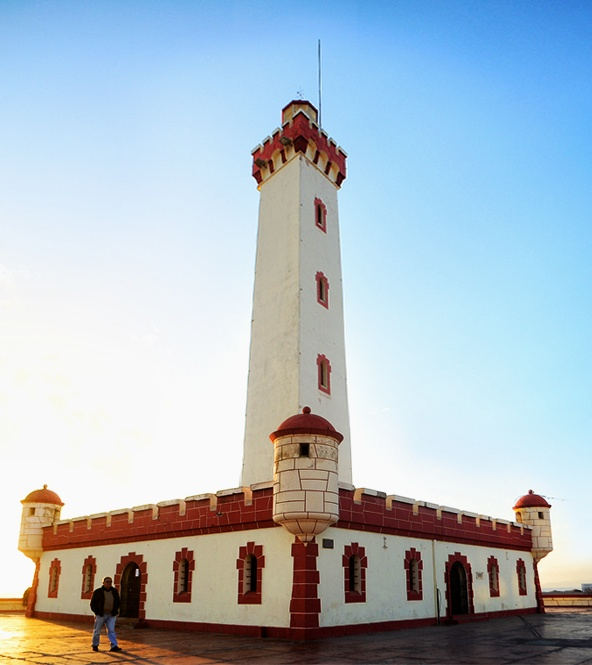
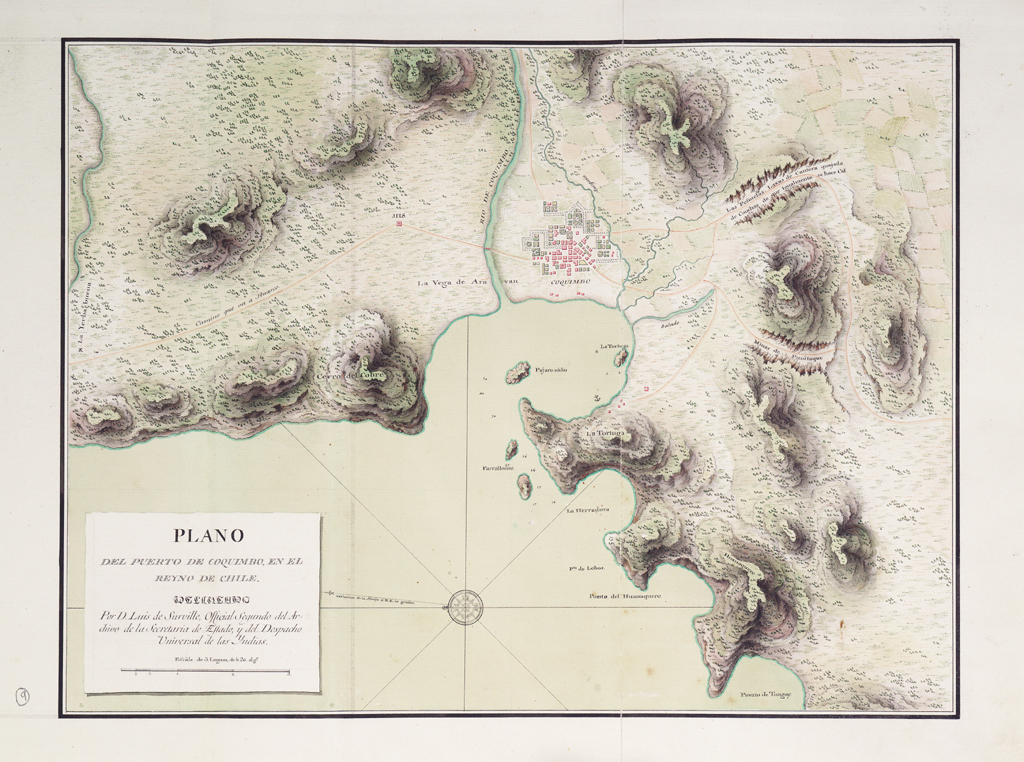
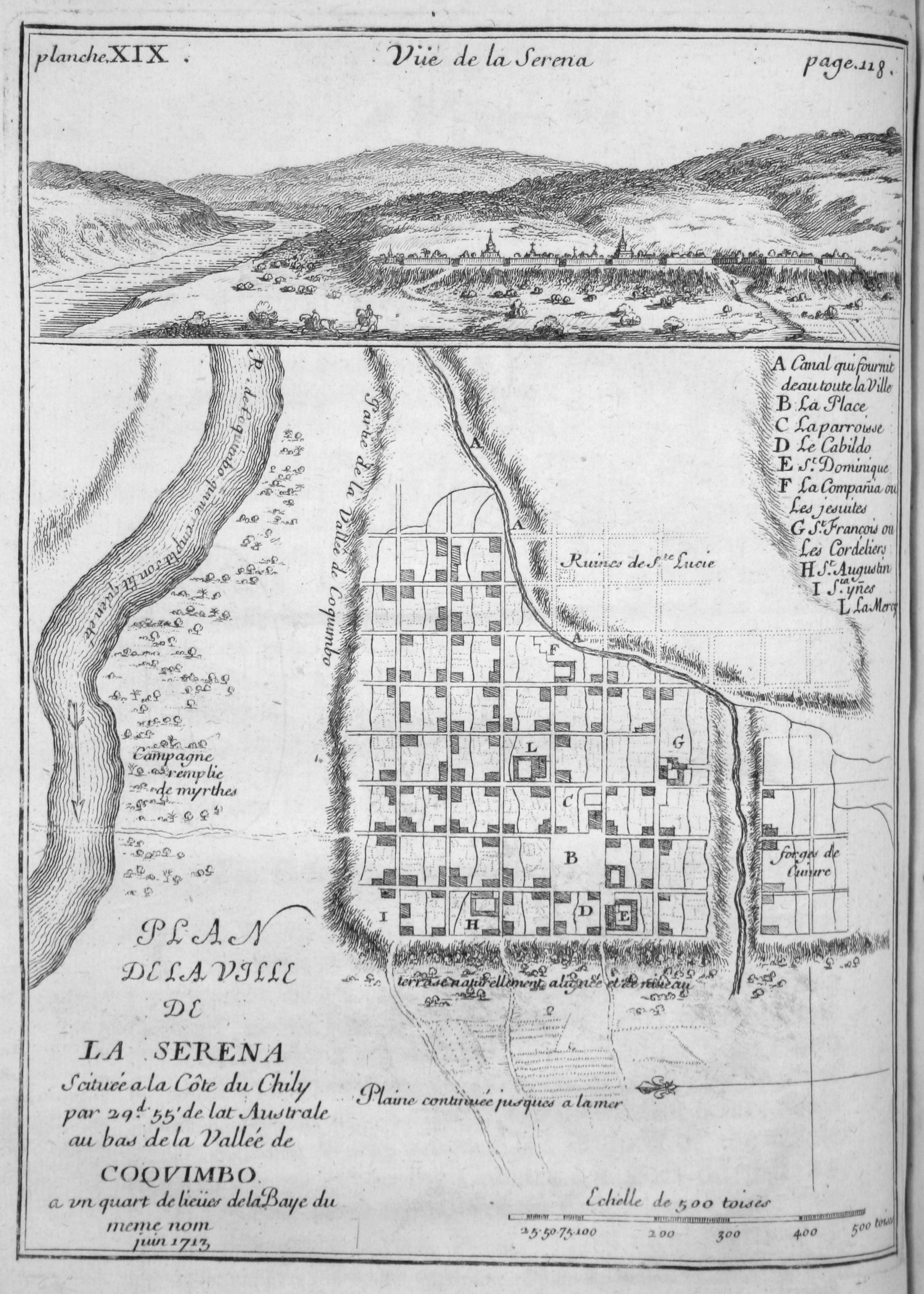
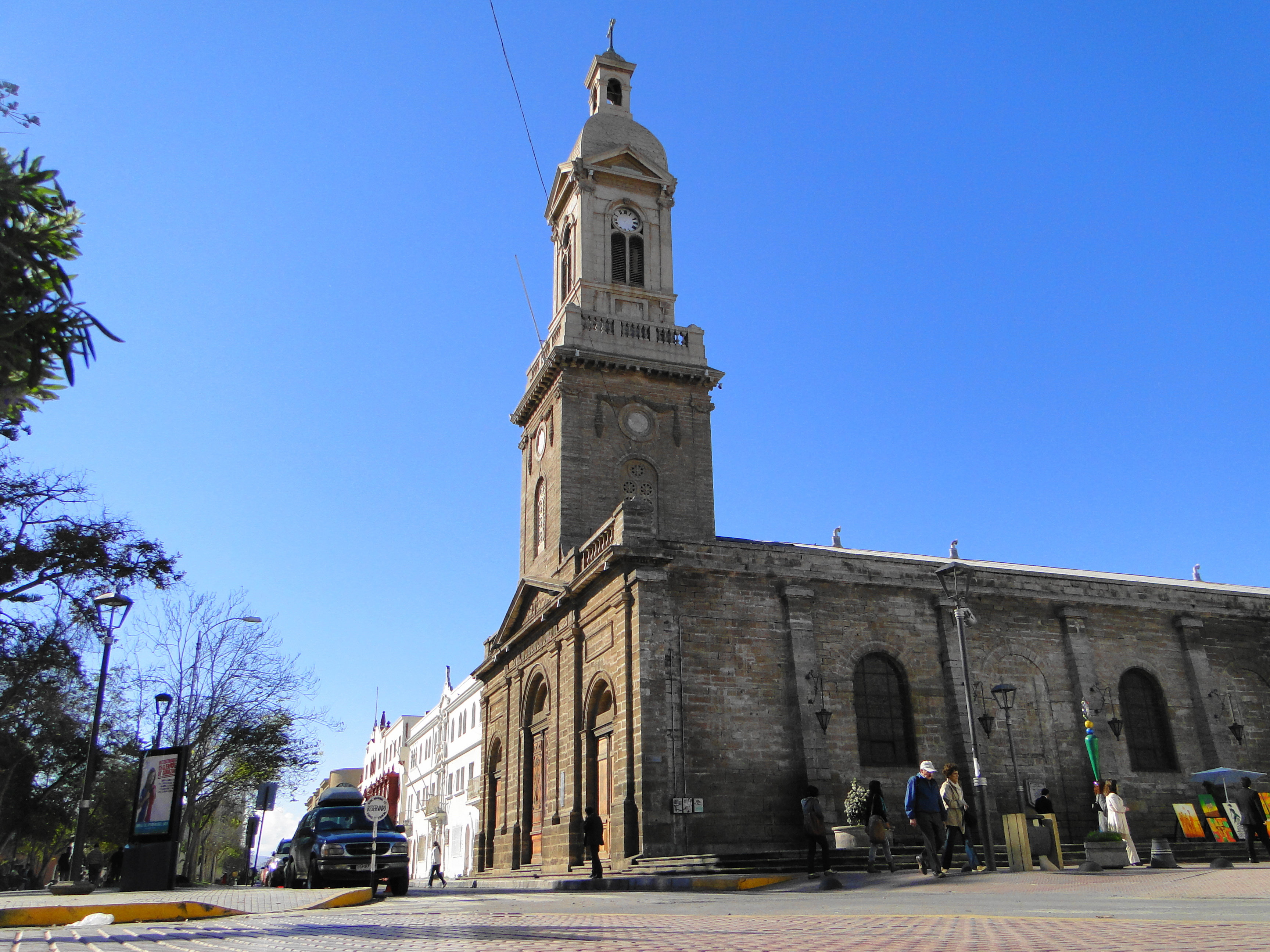
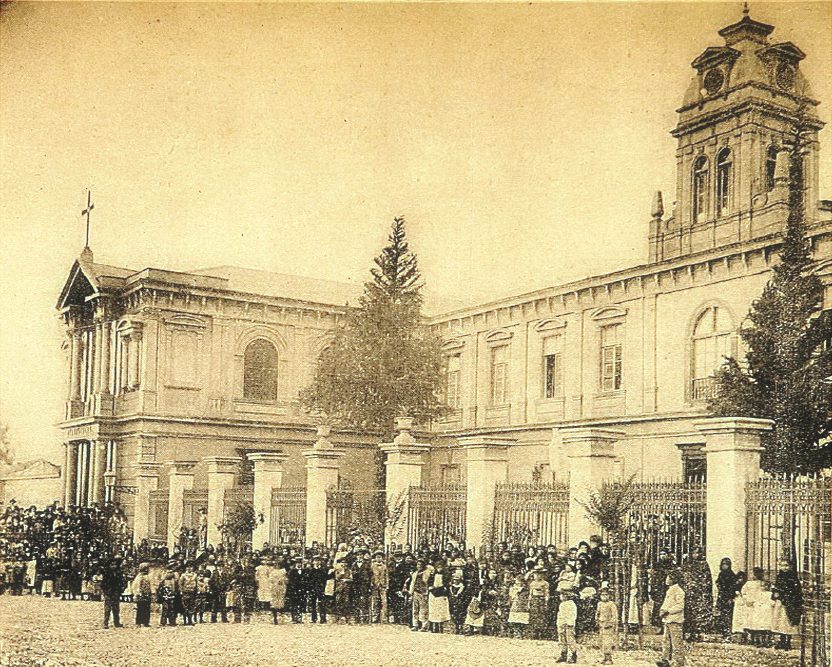

## وصلات خارجية
- دليل السياحة في لا سيرينا (بالإسبانية)
- السياحة في لا سيرينا (بالإنجليزية)

## هوامش ومراجع
1. ↑  بلدية لا سيرينا اطلع عليه بتاريخ 31 مايو 2015 (بالإسبانية) نسخة محفوظة 23 يونيو 2017 على موقع واي باك مشين.
2. 1 2  المعهد الوطني للإحصاء اطلع عليه بتاريخ 31 مايو 2015 (بالإسبانية) نسخة محفوظة 03 يونيو 2017 على موقع واي باك مشين.
3. ↑   https://www.krakow.pl/otwarty_na_swiat/2531,miasto,12,0,otwarty_na_swiat.html. {{استشهاد ويب}}: |url= بحاجة لعنوان (مساعدة) والوسيط |title= غير موجود أو فارغ (من ويكي بيانات) (مساعدة)
4. ↑   https://www.bip.krakow.pl/?sub_dok_id=1033. {{استشهاد ويب}}: |url= بحاجة لعنوان (مساعدة) والوسيط |title= غير موجود أو فارغ (من ويكي بيانات) (مساعدة)
5. ↑   https://www.bip.krakow.pl/?sub_dok_id=887&vReg=1. {{استشهاد ويب}}: |url= بحاجة لعنوان (مساعدة) والوسيط |title= غير موجود أو فارغ (من ويكي بيانات) (مساعدة)
6. ↑   https://www.krakow.pl/otwarty_na_swiat/2531,kat,0,7,miasta_partnerskie.html. {{استشهاد ويب}}: |url= بحاجة لعنوان (مساعدة) والوسيط |title= غير موجود أو فارغ (من ويكي بيانات) (مساعدة)
7. ↑   http://www.tlalnepantla.gob.mx/pages/relacionesinternacionales/. {{استشهاد ويب}}: |url= بحاجة لعنوان (مساعدة) والوسيط |title= غير موجود أو فارغ (من ويكي بيانات) (مساعدة)
8. ↑  GeoNames (بالإنجليزية), 2005, QID:Q830106
9. 1 2  Este verano dejó cifras positivas para el turismo en el país الناشر SERNATUR تاريخ 31 مارس 2014. اطلع عليه بتاريخ 31 مايو 2015 (بالإسبانية) "نسخة مؤرشفة". مؤرشف من الأصل في 2015-09-24. اطلع عليه بتاريخ 2015-05-31.{{استشهاد ويب}}:  صيانة الاستشهاد: BOT: original URL status unknown (link)
10. ↑  La Serena الناشر Let's Go Chile اطلع عليه بتاريخ 31 مايو 2015 (بالإنجليزية) نسخة محفوظة 03 يونيو 2017 على موقع واي باك مشين. [وصلة مكسورة]
11. ↑  Avenida Del Mar
12. ↑  Universidad de La Serena